# テイエルブイ
株式会社テイエルブイ（英：TLV CO.,LTD.）は、兵庫県加古川市に本社をおく、日本の計測・制御機器メーカー。機器の製造・販売、コンサルティング、蒸気・動力システム、配管の設計及び施工、機械器具設置工事などを行う。

## 概要
省エネルギー、CO2排出量削減に力を入れている。

## 沿革
- 1950年 - 加古川市尾上町において藤原製作所創業
- 1958年 - 藤原製作所を引き継ぎ株式会社藤原製作所に組織変更
- 1972年 - 株式会社テイエルブイとして新発足
- 1983年 - TLV INTERNATIONAL, INC.(日本）発足
- 1985年 - 初の海外子会社（TLV CORPORATION(アメリカ））発足
- 1991年 - 国際標準化機構（ISO9001）認証
- 1997年 - 国際標準化機構（ISO14001）認証
- 1998年 - プラント設備診断サービス専門子会社 ティティエス設立[3]
- 2010年 - 2009年度経済産業省省エネ大賞(組織部門)資源・エネルギー長官賞を新日本石油精製と共同受賞[4]
- 2010年 - アメリカ機械学会原子力(ASME-N及びNPT)認証
- 2020年 - 蒸気システム総合診断CES Surveyによる省エネサービスが、省エネ大賞 省エネルギーセンター会長賞を受賞[5]

## 社名、キャッチコピー
- TLVの主要製品であるスチームトラップに関して、「Trouble Less Valve」 を作りたいという思いからブランド名のTLVとなり、現在の社名に受け継がれた。
- 「蒸気のことならTLV」という新聞広告を時々出している（一面の新聞名題字下の広告欄）。
- 公式サイト等で、「The World’s No.1 Steam Specialist.」、「A Steam Specialist Company」という英語のコピーも使っている。

## 事業所
- 本社 - 兵庫県加古川市
- 東京CESセンター - 千葉県市川市
- 営業所 - 東京、大阪、名古屋、加古川、福岡、苫小牧、仙台、静岡、富山、岡山、広島
- 海外子会社 - アメリカ、ドイツ、フランス、シンガポール、中国、オーストラリア、イギリス、マレーシア、韓国、アルゼンチン、メキシコ